# Schwartz (Rosenzüchterfamilie)

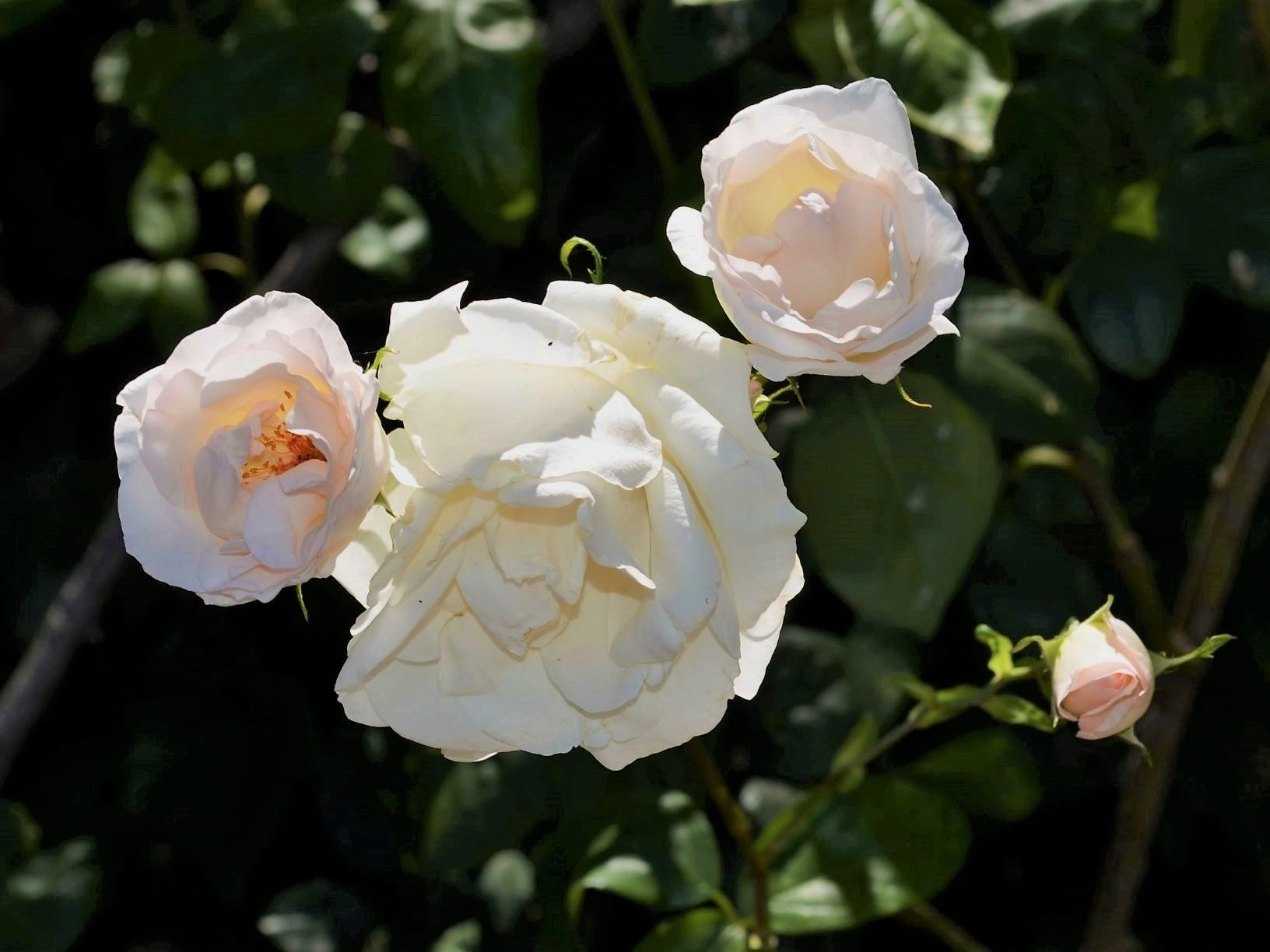
Die Rose 'Madame Alfred Carrière' (1879) von Joseph Schwartz, seit 2003 Weltrose.

Schwartz ist der Name einer bekannten französischen Familie von Rosenzüchtern, die zwischen 1870 und 1936 in bzw. bei Lyon wirkte.

## Joseph Schwartz

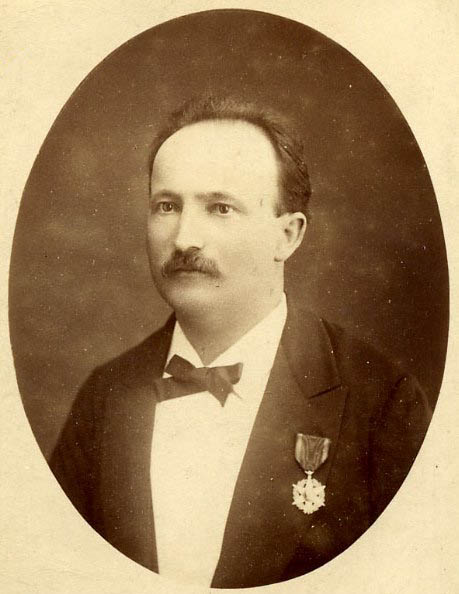
Joseph Schwartz

Joseph Schwartz (* 13. März 1846; †  11. Oktober 1885) ist das wohl bekannteste Mitglied der Familie. Er wurde in Bourgoin geboren und machte seine Lehre in La Guillotière bei Lyon bei dem Rosenzüchter Jean-Baptiste Guillot père in dessen Betrieb „La Terre des Roses“. Später assistierte er Guillot bei dessen Züchtungen. Da Guillots Sohn Jean-Baptiste André sein eigenes vom Vater unabhängiges Unternehmen gegründet hatte, kaufte Schwartz den Betrieb und die Rosensammlung von Guillot père 1870 auf und führte ihn unter seinem eigenen Namen weiter. Er war also rein geschäftlich gesehen der Nachfolger von Guillot père und züchtete mit dessen Sämlingen weiter; möglicherweise sind einige seiner frühen Rosen sogar noch Züchtungen seines Vorgängers.
1871 brachte Schwartz die ersten Rosensorten unter seinem Namen heraus, darunter die seiner Mutter gewidmete 'Madame Georges Schwartz'. Bereits im Folgejahr 1872 führte er eine der berühmtesten Alten Rosen des 19. Jahrhunderts ein, die rosa-farbene Bourbon-Rose 'Reine Victoria', die er der englischen Königin widmete. Im selben Jahr erhielt er bei der Exposition Universelle von Lyon eine Goldmedaille.
Zu seinen erfolgreichsten Sorten gehört auch 'Madame Alfred Carrière' (1879), eine zart lachsrosa angehauchte, fast cremeweiße Noisette-Rose, die noch heute beliebt ist und im Jahr 2003 zur Weltrose gekürt wurde.

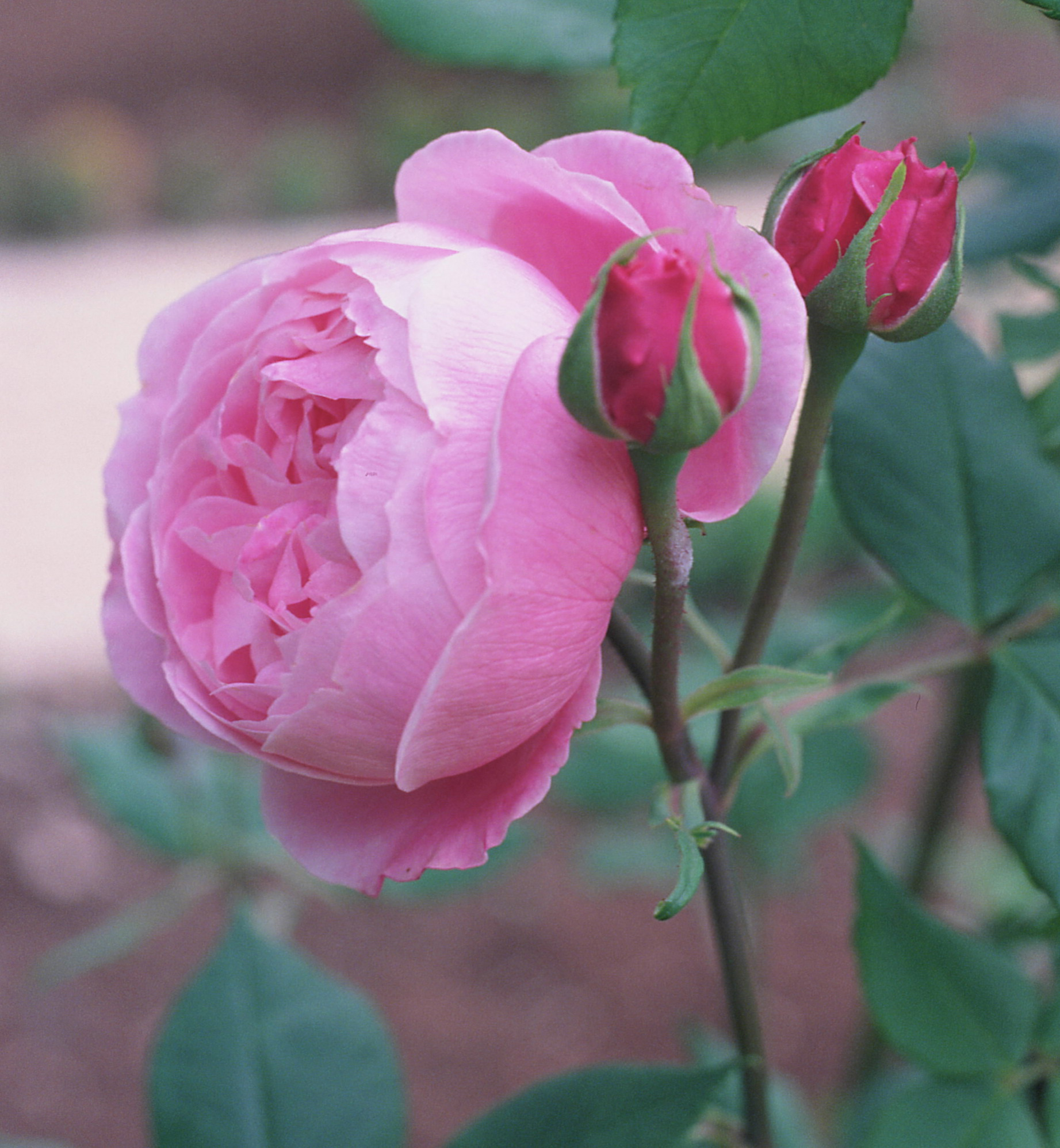
'Reine Victoria', 1871

Weitere bekannte Sorten von Joseph Schwartz sind die Teerose 'Comtesse Riza du Parc' (1876), mit Blüten, die orange und karminrosa meliert sind; die leuchtend pink-farbene Setigera-Hybride 'Bijou des Prairies' (1878), und die tief-karmin-rosa Teerose 'Reine Maria-Pia' (1880).
1884 brachte er die nach dem berühmten gleichnamigen Schriftsteller benannte leuchtend scharlachrote Remontant-Rose 'Victor Hugo' heraus.
Schwartz war unter Rosenkennern und -züchtern außerordentlich angesehen. Er wurde 1879 Mitglied der Société botanique de Lyon und war ebenso Mitglied der Société d’horticulture et d’arboriculture de la Côte-d’Or sowie der Société linéenne de Lyon. Er wurde außerdem mit einer Ernennung zum Chevalier du Mérite Agricole geehrt.
Im Februar 1883 wurde Joseph Schwartz zusammen mit seinem älteren Kollegen François Lacharme ausgewählt, als Vertreter der Rosenzüchter von Lyon zu einer großen Ausstellung nach Sankt Petersburg zu reisen. Die Ausstellung sollte ursprünglich am 17. Mai 1883 stattfinden, wurde aber wegen der Krönung des neuen Zaren um genau ein Jahr verschoben, also auf den Mai 1884. Schwartz soll sich auf der Reise eine derart schlimme Erkältung zugezogen haben, dass er sich nie mehr richtig erholte und schließlich am 11. Oktober 1885 mit nur 39 Jahren verstarb.
Joseph Schwartz war in erster Ehe mit Séraphine Rigotard (1850 in St. Jean de Soudain – 3. Oktober 1880 in Lyon) verheiratet, mit der er zwei Kinder hatte, André und Louise. Nach dem frühen Tode seiner Frau widmete er ihr die Teerose 'Madame Joseph Schwartz', eine elfenbeinweiße, ganz zart rosa überhauchte Sorte, die ebenfalls bis heute (Stand 2023) überlebt hat.

## Bildergalerie: Rosen von Joseph Schwartz

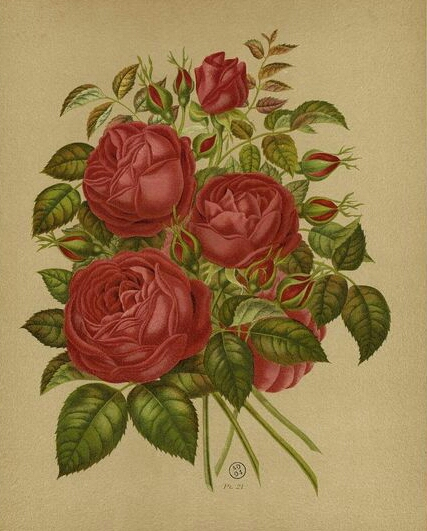
'Auguste Rigotard', 1871
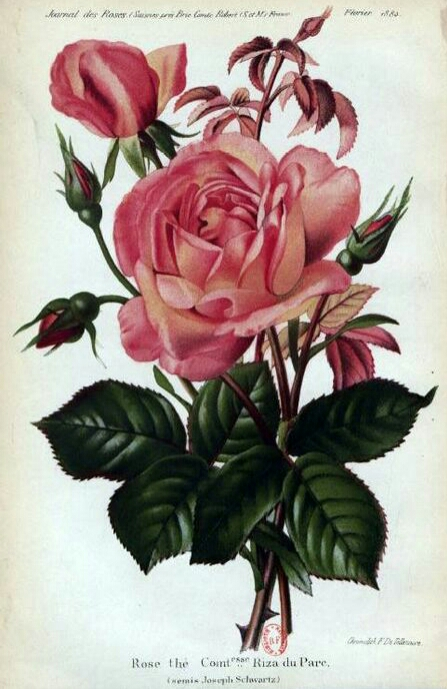
'Comtesse Riza du Parc', 1876

## Marie-Louise Schwartz

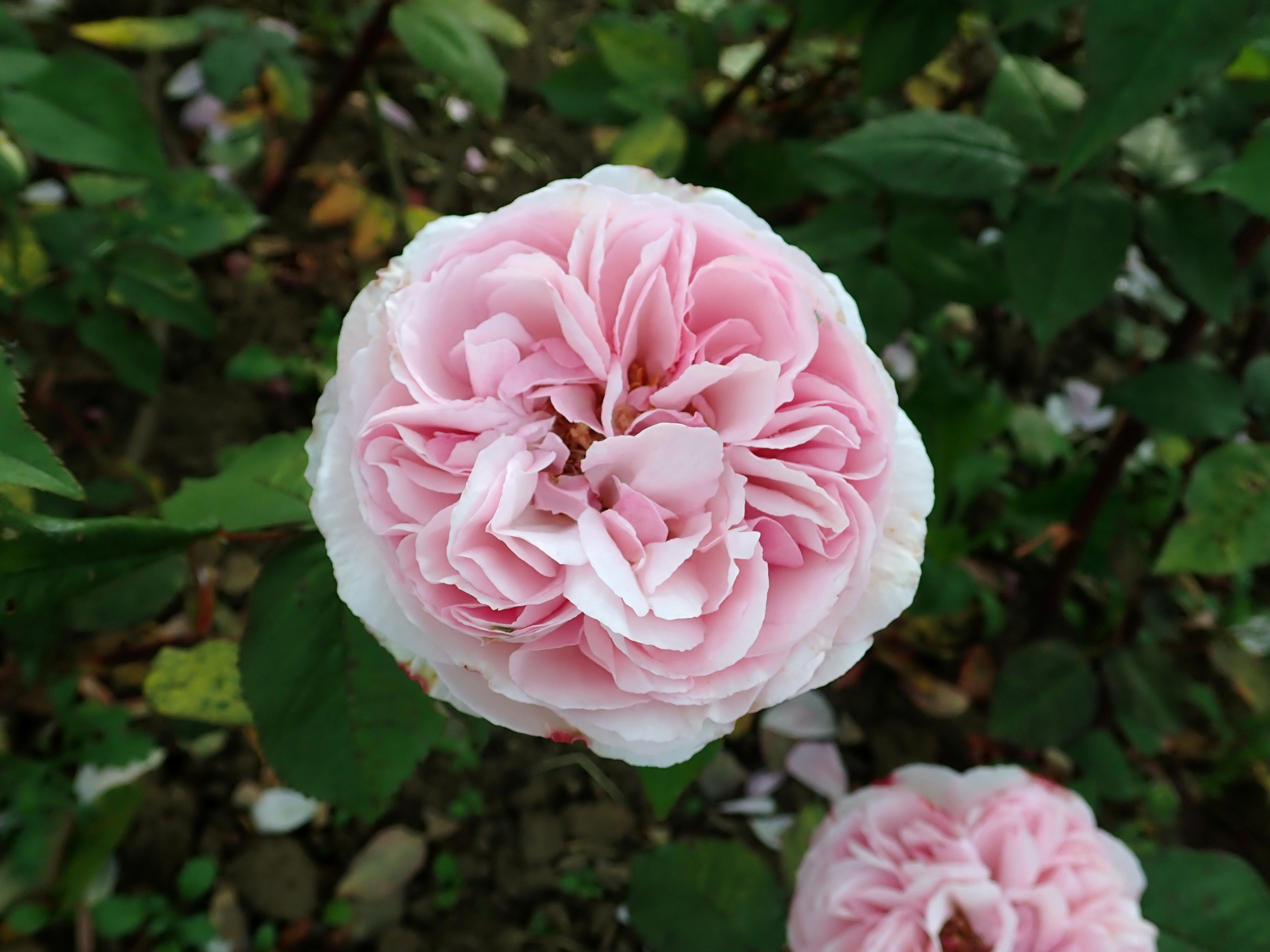
'Mme. Ernest Calvat', 1888

Am 27. Juli 1881 heiratete Joseph Schwartz seine zweite Frau, Marie-Louise Trievoz (16. September 1852 in Lyon – 17. April 1938 in Sainte Foy), mit der er einen leiblichen Sohn namens Joseph hatte. Marie-Louise versprach ihrem Mann auf dem Totenbett, sich einerseits um seine Kinder aus erster Ehe, André und Louise, zu kümmern und andererseits das Geschäft weiterzuführen.
Dieses Versprechen hielt sie gewissenhaft und leitete das Unternehmen bis zum Jahr 1900. Sie widmete sich auch selber der Rosenzucht und brachte über 50 neue Rosenzüchtungen unter dem Namen Veuve Schwartz („Witwe Schwartz“) in den Handel.
Ihre bekanntesten Sorten sind die rosafarbene Bourbon-Rose 'Madame Ernest Calvat' (1888) – ein Sport von 'Madame Isaac Pereire' (Garcon, 1876) – und 'Roger Lambelin' (1890), eine Remontant-Rose mit weiß geränderten roten Blüten.
1889 widmete sie ihre mauve-rosane Rugosa-Hybride 'Madame Charles Worth' der Frau des berühmten gleichnamigen Modeschöpfers.
Marie-Louise Schwartz scheint eine Opernliebhaberin gewesen zu sein, denn sie brachte 1899 eine lachs- bis apricot-rosane Teehybride 'La Favorite' heraus, die nach der gleichnamigen Grand opéra (1840) von Donizetti benannt ist, und die zartrosa-weiße Teehybride 'La Tosca' (1900), die sie Puccinis berühmter, damals noch ganz neuer Oper widmete.
Eine ihrer letzten Sorten aus dem Jahr 1900 ist die rosa melierte Polyantha-Rose 'Charles Métroz'.
Marie-Louise Schwartz zog sich im Jahr 1900 offiziell aus dem Geschäftsleben zurück. Sie starb 1938 mit 85 Jahren.

## Bildergalerie: Rosen von Marie-Louise Schwartz

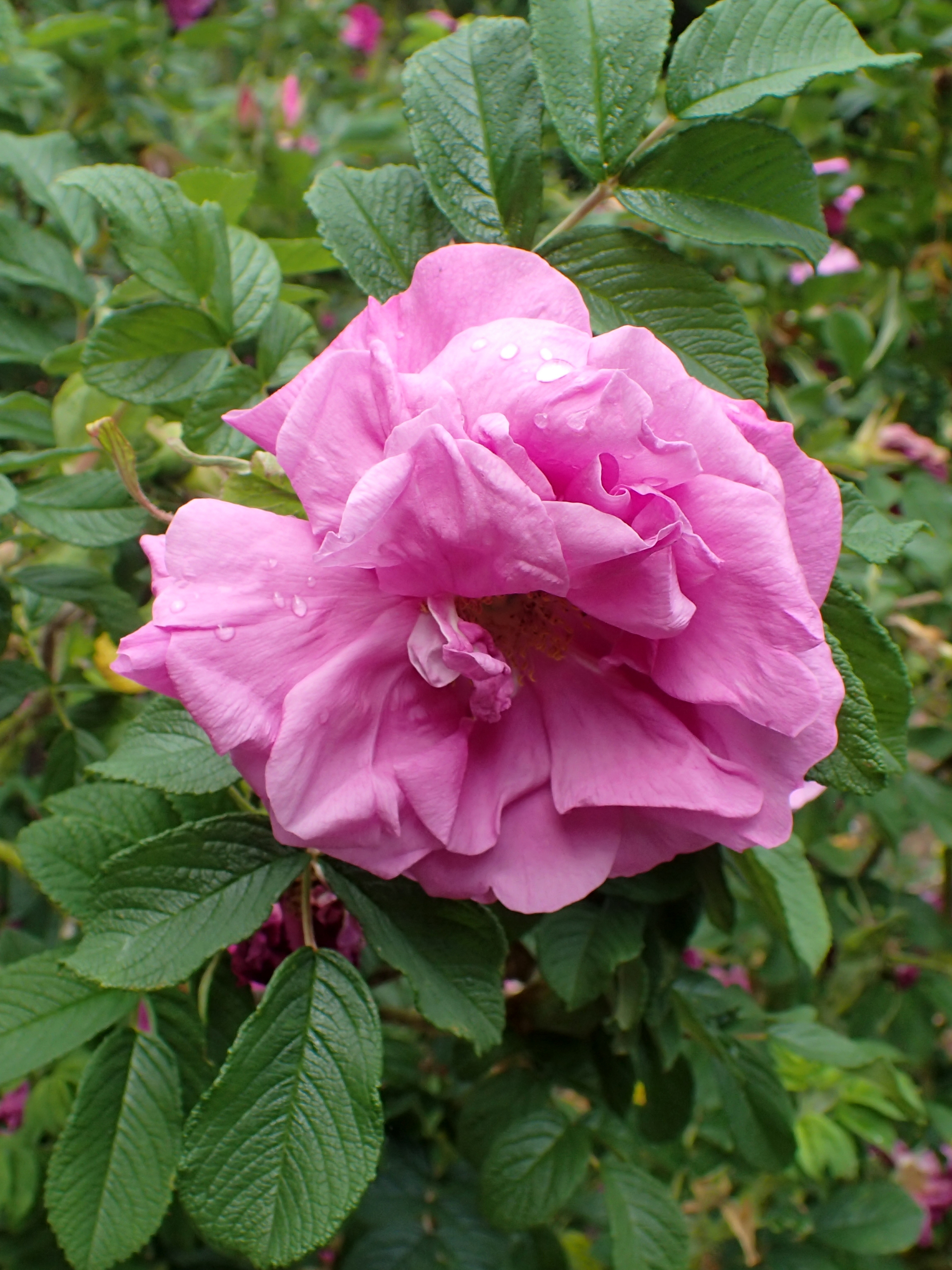
'Mme. Charles Frédéric Worth', 1889
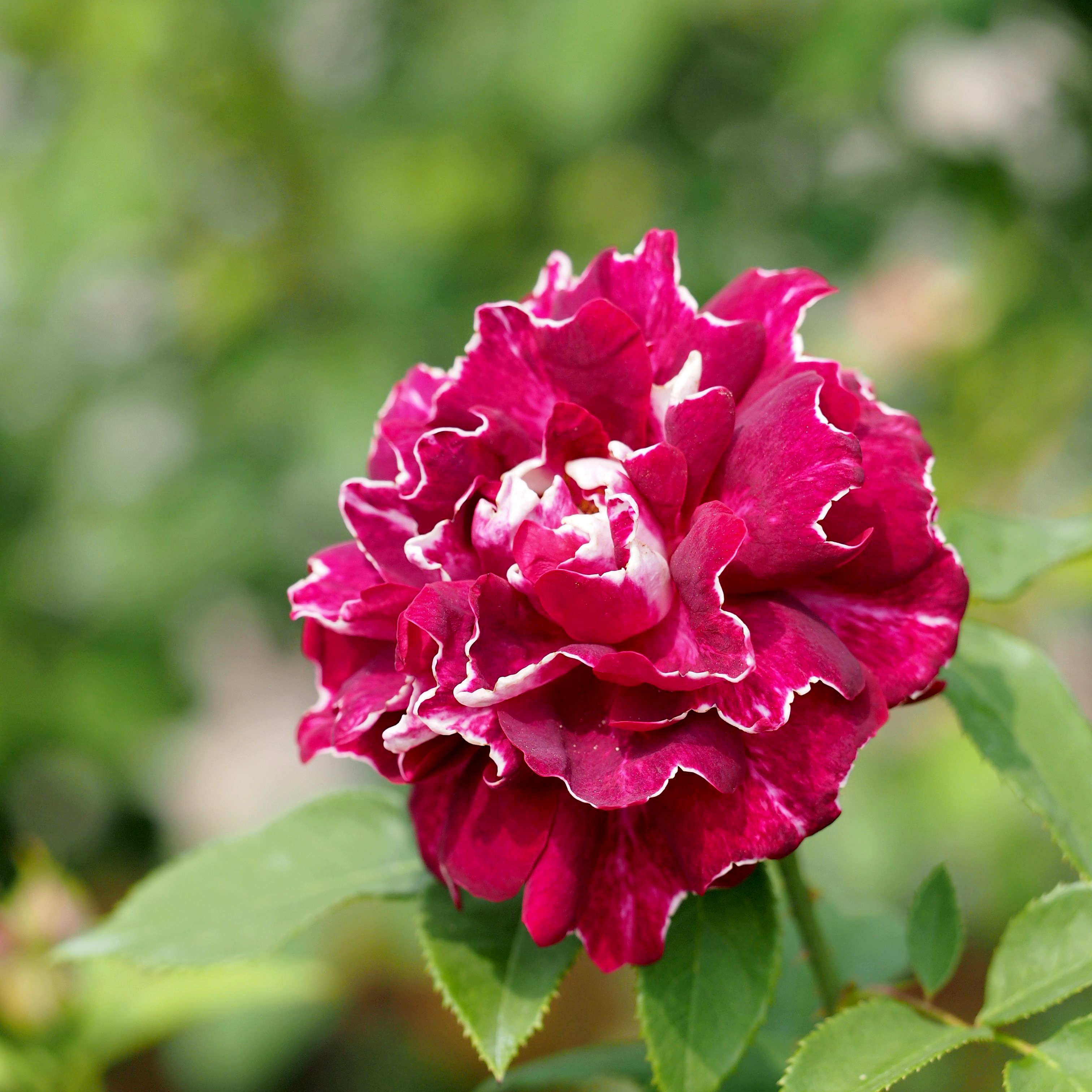
'Roger Lambelin', 1890
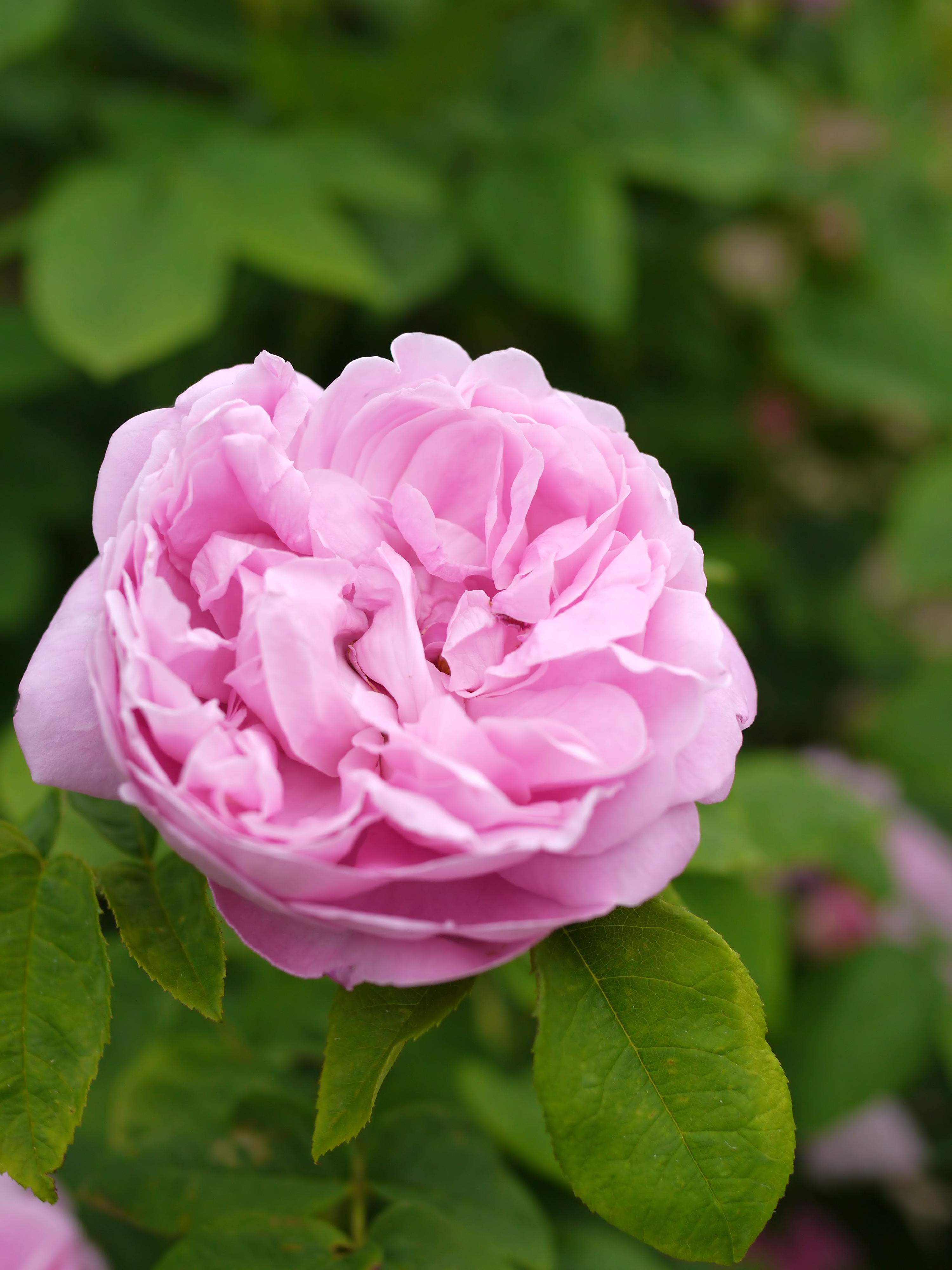
'Monsieur de Morand', 1891
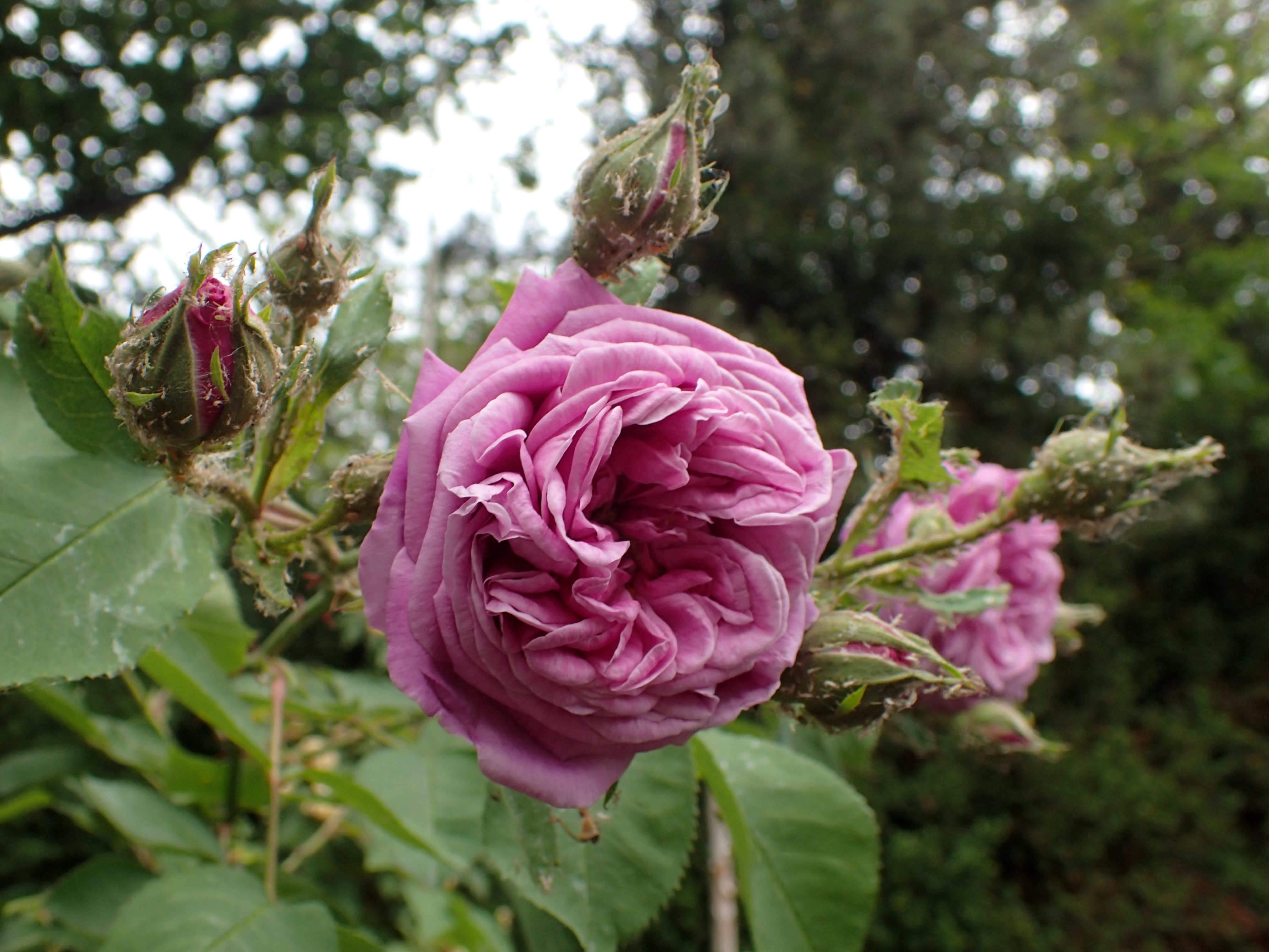
'Souvenir de Lucie', 1893
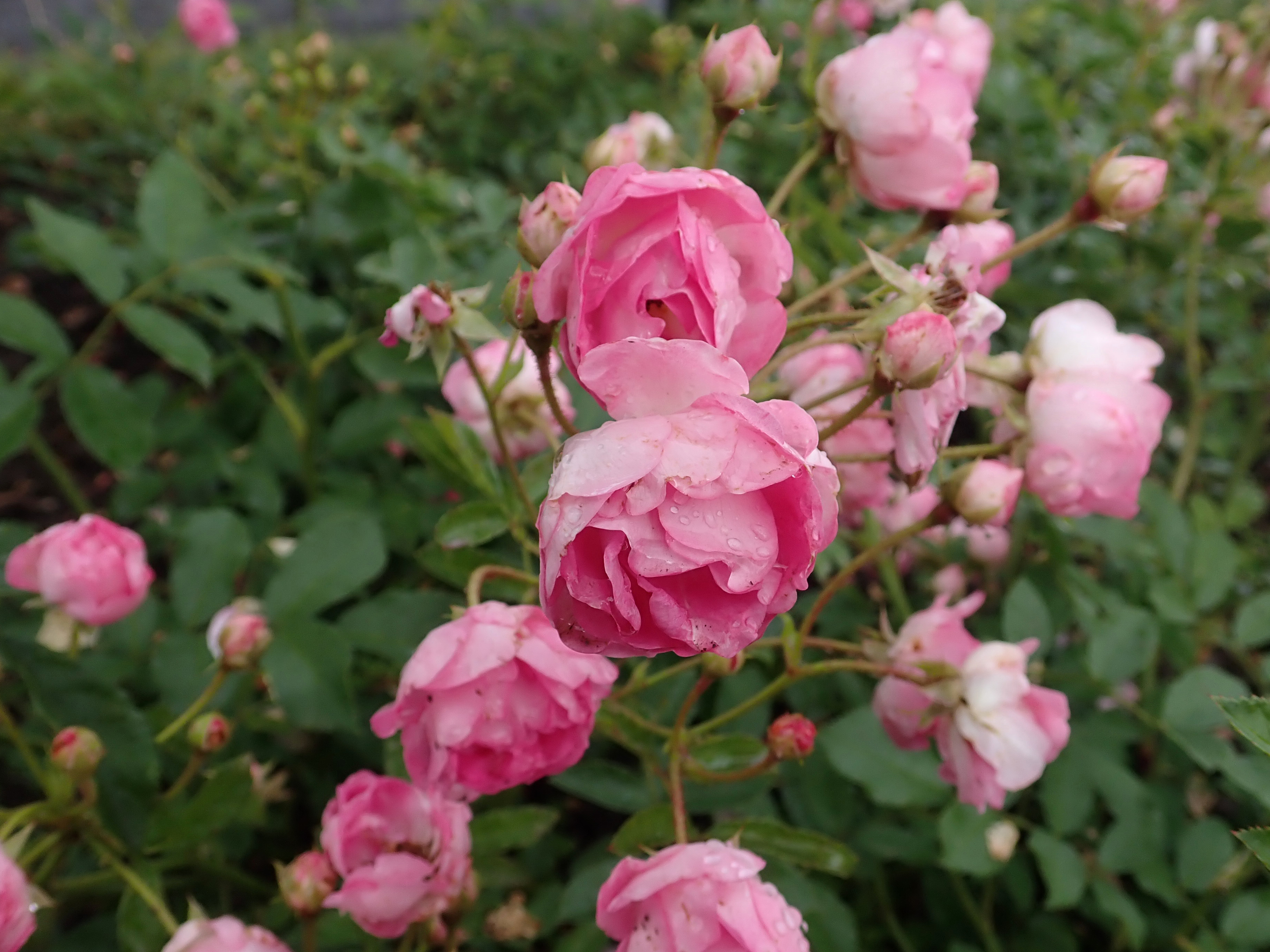
'Charles Métroz', 1900

## André Schwartz
André Schwartz (23. Februar 1876 in Lyon – 15. März 1944 in Vénissieux) war der Sohn von Joseph Schwartz und dessen erster Frau Séraphine Rigotard. Er wurde nach dem frühen Tod seiner beiden Eltern ab 1885 von seiner Stiefmutter Marie-Louise Schwartz aufgezogen, die ihm den Rosenbetrieb seines Vaters im Jahr 1900 übergab. Wegen des zunehmenden Städte-Wachstums von Lyon verlagerte André das Unternehmen nach Vénissieux an die Adresse 238, Grande Rue de la Guillotière.
Er war auch als Schwartz fils („Schwartz Sohn oder junior“) bekannt, bis in die 1930er Jahre tätig und führte gut 70 neue Rosensorten ein, die jedoch nicht den großen und dauerhaften Erfolg hatten wie einige der Sorten seines Vaters und von Marie-Louise Schwartz.
Zu seinen frühen Veröffentlichungen (also möglicherweise noch Züchtungen von Marie-Louise Schwartz) gehören einige Teerosen, wie die leuchtend korall-farbene 'Mademoiselle Emma Vercellone' von 1901 und die gelbe 'Rose d’Herbeys' von 1902.
1904 brachte er die relativ bekannte dunkelrosane Bourbon- oder Teerose 'Monsieur Georges de Cadoudal' heraus. Aus dem Jahr 1912 stammt seine leuchtend fuchsia-farbene Wichuraiana-Hybride 'Le Mexique' (1912).
Des Weiteren haben noch einige Teehybriden von Schwartz fils überlebt, wie die zart apricot-farbene, fast weiße 'Comte de Torres' (1906), die rosarote 'Mademoiselle Claire Andruejol' (1920), die blass-rosane 'Madame de Bauvoire' (1922), und die pink, rosé und gelb getönte 'Madame Paul Ollivary' (1924).
Zu seinen letzten Rosen gehörte eine lachs- oder orange-farbene Noisette-Rose, die er nach der bekannten Schriftstellerin 'Colette' nannte, die aber wahrscheinlich nicht mehr existiert.
André Schwartz starb im Alter von 68 Jahren am 15. März 1944 in Vénissieux.